# Stuart Turner
Sidney Marmaduke Stuart Turner (1869 - abril de 1938) fue un ingeniero inglés, fundador de la empresa Stuart Turner Ltd, especializada en la fabricación de todo tipo de pequeños motores de gran calidad. 

## Biografía
Turner nació en Shepherd's Bush en 1869. No se sabe mucho sobre su infancia o adolescencia, más allá de que las ambiciones de su familia no contemplaban que se convirtiera en ingeniero.

## Carrera
Después de una serie de otros trabajos, incluido un aprendizaje en la fábrica de motores marinos de Clyde, un período en el mar y un trabajo como ingeniero en Jersey (donde instaló una planta generadora de electricidad), obtuvo un empleo en 1897 cuidando la planta generadora de vapor de Shiplake Court, cerca de Henley-on-Thames, Inglaterra. En aquellos días, las redes eléctricas todavía no se habían desarrollado, y por lo tanto, la mayoría de las casas grandes tenían sus propias plantas generadoras de electricidad.
Fue mientras trabajaba en Shiplake cuando diseñó su Motor de Vapor Modelo No.1. Dibujó los patrones que luego envió para ser fundidos. A continuación, los mecanizó y montó, y pronto hizo una demostración del modelo terminado en una exposición local. Más adelante estableció contacto con Percival Marshall, editor de la revista Model Engineer, que escribió un artículo sobre el motor. Esta publicación atrajo la respuesta inmediata del público, acumulándose los pedidos de conjuntos de piezas de fundición. Para poder atender la demanda de sus motores, en 1898 fundó una empresa a la que se unió Alexander Frederick (Alec) Plint en 1903. Turner había trabajado con él en Jersey, por lo que poseía conocimientos de ingeniería eléctrica. Este negocio produjo una mezcla inusual de pequeños motores de dos tiempos utilizados en barcos, generadores eléctricos y una serie de modelos de motores y piezas de fundición destinadas al mercado de los modelos de ingeniería. También fabricaron durante un breve período motocicletas y el torno Stuart, y más adelante una gama de bombas centrífugas. El nombre de Stuart Turner es homónimo de pequeños modelos de gran calidad, y muchos de los modelos de vapor y de combustión interna más raros son muy buscados por los coleccionistas.
La empresa Stuart Turner Ltd se estableció en 1906 en Henley-on-Thames.

## Muerte
Turner abandonó la firma en 1920 y emigró a Sudáfrica. Regresó a Southend para retirarse y murió en abril de 1938.